# Минвалеев, Ринад Султанович
Рина́д Султа́нович Минвале́ев (род. 20 августа 1965, Ярославль, СССР) — российский физиолог, исследователь традиционных систем оздоровления, профессор кафедры физической культуры и спорта Санкт-Петербургского государственного университета.

## Научная деятельность
Автор исследований и научных публикаций, наиболее важными из которых являются способ нормализации адаптивных функциональных систем организма человека и метод холодоустойчивости человеческого организма на основе тибетской «йоги внутреннего тепла» туммо (совместно с к. ф.-м. н. А. И. Ивановым). Автор книги «Вся правда о диетах, или Как похудеть без вреда для здоровья. Очерки прикладной физиологии».
Научный руководитель ряда международных экспедиций.
Популяризатор физиологического подхода к вопросам оздоровления души и тела. Уделяет большое внимание развенчанию мифов оздоровления.

### Публикации

#### Книги
- Минвалеев Р. Вся правда о диетах, или Как похудеть без вреда для здоровья. Очерки прикладной физиологии. — М.: Фитон+, 2006. — 128 с. — 3000 экз. — ISBN 5-93457-116-8.
- Минвалеев Р. Похудеть без вреда. Теория и практика здорового питания. — СПб.: Питер, 2003. — 128 с. — (Исцели себя сам). — 20 000 экз. — ISBN 5-318-00696-5.
- Минвалеев Р. Коррекция веса. Теория и практика здорового питания. — СПб.: Питер, 2001. — 128 с. — (Исцели себя сам). — 15 000 экз. — ISBN 5-318-00148-3.
- Иванов А. И., Минвалеев Р. С. Информационный подход к анализу систем: Основы моделирования и первичная обработка данных. Учебное пособие для студентов вузов. Ч. 1. — СПб.: Филиал ГУ-ВШЭ, 2006. — 99 с.
- Минвалеев Р. С. Физиологические аспекты избранных асан хатха-йоги. — СПб.: Изд-во СПбГУ, 2014—103 с. — 200 экз. — ISBN 978-5-288-05521-8

#### Статьи
- Минвалеев Р. С. Электрическая активность мозга при шавасане // Впервые в медицине, 1995, № 1. — С. 45.
- Минвалеев Р. С., Кузнецов А. А., Ноздрачев А. Д., Лавинский Х. Ю. Особенности наполнения левого желудочка сердца при перевернутых позах человека // Физиология человека, 1996, т. 22, № 6, с. 27—34.
- Минвалеев Р. С., Кузнецов А. А., Ноздрачев А. Д. Как влияет поза тела на кровоток в паренхиматозных органах? Сообщение I. Печень // Физиология человека, 1998, т. 24, № 4. — с. 101—107.
- Минвалеев Р. С., Кузнецов А. А., Ноздрачев А. Д. Как влияет поза тела на кровоток в паренхиматозных органах? Сообщение II. Почки // Физиология человека, 1999, т. 25, № 2. — с. 92—98.
- Минвалеев Р. С., Кирьянова В. В., Иванов А. И. Бхуджангасана изменяет уровень стероидных гормонов у здоровых людей // Адаптивная физическая культура, № 2 (10), 2002. — с. 22—27
- Минвалеев Р. С., Иванов А. И. К теории управления человеческим организмом. Сообщение 2: Уддияна-бандха // Адаптивная физическая культура, 2003, № 1 (13) — с. 10—11.
- Минвалеев Р. С., Иванов А. И. К теории управления человеческим организмом. Сообщение 3: Гарудасана // Адаптивная физическая культура, 2003, № 2 (14) — с. 28—29.
- Минвалеев Р. С., Иванов А. И. К теории управления человеческим организмом. Сообщение 4: Ваджроли-Мудра // Адаптивная физическая культура, 2003, № 3 (15) — с. 9—10.
- Минвалеев Р. С., Ноздрачев А. Д., Кирьянова В. В., Иванов А. И. Постуральные влияния на уровень гормонов у здоровых людей. Сообщение I: Поза «кобры» и стероидные гормоны // Физиология человека, 2004, том 30, № 4. — с. 88—92.
- Минвалеев Р. С., Иванов А. И., Савельев Е. В. Новый метод адаптации человека к условиям низких температур. Термодинамический подход // Интеллектуальный форум: Открытая дверь. Материалы научно-творческой встречи. — СПб.: НИИ ПММ, 2007. — с. 200—206.
- Минвалеев Р. С., Иванов А. И. Модель сатурации при дыхании гипоксической смесью // Спортивна Медицина (Украина), 2008, № 2. — с. 122—124.
- Минвалеев Р. С. Физика и физиология тибетской йоги туммо // Химия и жизнь XXI век, 2008, № 12, с. 28—34.
- Минвалеев Р. С., Иванов А. И. К теории управления организмом человека. Сообщение 7: Управляемое снижение в крови уровня кортизола // Спортивна Медицина (Украина), 2009, № 1—2. — с. 125—129.
- Минвалеев Р. С. Сравнение скорости изменения липидного профиля сыворотки крови человека при подъёме на высоту среднегорья // Физиология человека, 2011, том 37, № 3. — с. 103—108.
- Minvaleev R.S., Bogdanov A. R., Bogdanov R. R, Bahner D. P., and Marik P. E. Hemodynamic Observations of Tumo Yoga Practitioners in a Himalayan Environment // Journal of Alternative and Complementary Medicine, 2014, Vol.20, No 4. — p. 295—299.
- Минвалеев Р. С. Физиологические аспекты избранных асан хатха-йоги. — СПб.: Изд-во С.-Петербургского ун-та, 2014, — 103 стр.
- Минвалеев Р. С., Михайлов Б. А., Иванов А. И., Кораблева Е. Н. Влияние качества научных исследований на достижение студенческого спорта в классическом университете // Теория и практика физической культуры, 2017, № 10 — с.23-25.
- Минвалеев Р. С., Сарана А. М., Щербак С. Г., Глотов А. С., Глотов О. С., Мамаева О. П., Павлова Н. Е., Гусева О. А., Иванов А. И., Levitov A.I., Summerfield D.T. Вегетативное обеспечение мышечной деятельности до и после пребывания на высоте 2000-3700 м над уровнем моря // Физиология человека, 2018, т.44, № 5 — с. 74-83.
- Минвалеев Р. С. Теоретическая и экспериментальная проверка древнеиндийского алгоритма продления жизни — кайа-кальпы.//В сб. Доклады МОИП. Том 65. Секция Геронтологии /Отв. ред. В. М. Новоселов. М.: «OneBook.ru», 2018 — с. 154—158.
- Минвалеев Р. С. Нейромедиаторные механизмы изменённых состояний сознания (роль психоактивных веществ в деградации личности и общества) Сб. материалов Четвёртой всероссийской научной конференции с международным участием «Психотехники и изменённые состояния сознания» (8-10 декабря 2016 г., Санкт-Петербург) / Отв. редактор и составитель С. В. Пахомов. — Санкт-Петербург: Издательство РХГА, 2018. — с.51-59.
- Минвалеев Р. С., Богданов Р. Р., Bahner D. Стойка на голове (сиршасана) не увеличивает приток крови к мозгу // ФИЗИЧЕСКАЯ КУЛЬТУРА И СПОРТ В СИСТЕМЕ ОБРАЗОВАНИЯ РОССИИ: ИННОВАЦИИ И ПЕРСПЕКТИВЫ РАЗВИТИЯ Материалы Всероссийской научно-практической конференции 22-23 ноября 2018 г.. Под редакцией: Пономарева Г. Н., Хуббиева Ш. З.. 2018. С. 272—275.
- Минвалеев Р. С., Богданов Р. Р., Bahner D. & Levitov A. Headstand (Sirshasana) does not increase the blood flow to the brain // Journal of Alternative and Complementary Medicine. vol. 25, no. 8, — p. 827—832.
- Минвалеев Р. С., Богданов Р. Р., Bahner D., Levitov A. Агнисара увеличивает кровоток в верхней брыжжечной артерии. // Безопасный спорт-2020: материалы VII международной научно-практической конференции. — СПб.: Изд-во СЗГМУ им. И. И. Мечникова, 2020 — с. 122—128.
- Минвалеев Р. С. Влияние погружения в холодную воду на уровень сахара натощак у здоровых людей. // Физическая культура и спорт в образовательном пространстве: инновации и перспективы развития: сборник материалов Всероссийской научно-практической конференции «Герценовские чтения»: в 2 т. — Т. 2. — СПб.: Изд-во РГПУ им. А. И. Герцена, 2020. — с. 264—269.